# Wilhelm Kempff

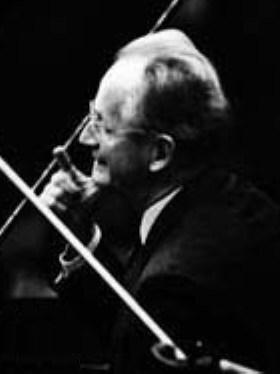
Wilhelm Kempff (1965)

Wilhelm Kempff (* 25. November 1895 in Jüterbog; † 23. Mai 1991 in Positano, Italien) war ein deutscher Pianist, Organist und Komponist. Er gehörte zu den großen Pianisten des 20. Jahrhunderts.

## Leben

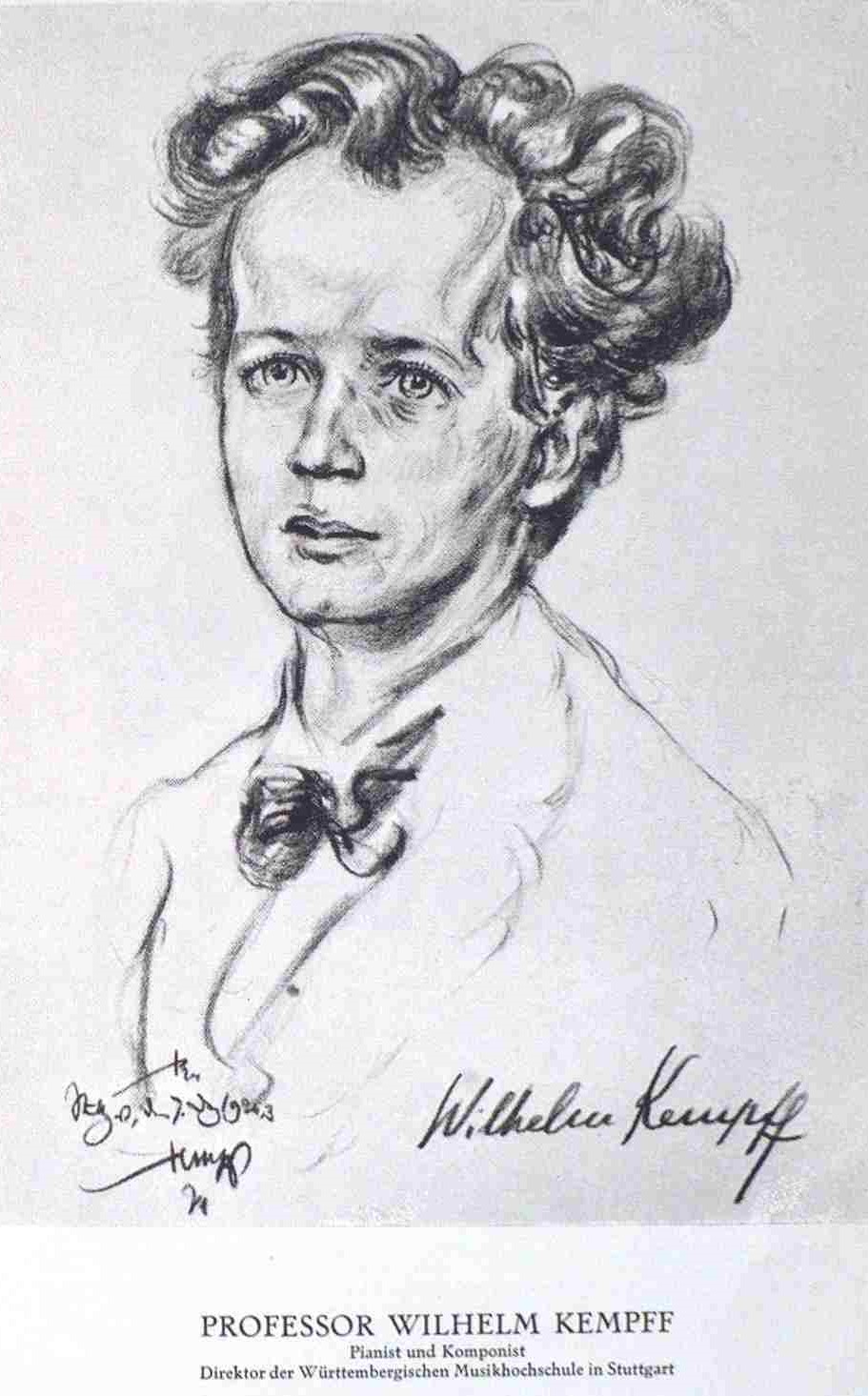
Wilhelm Kempff, Porträtzeichnung von Emil Stumpp (1926)

Wilhelm Kempff war der Sohn eines evangelischen Kantors. Als er vier Jahre alt war, zog die Familie nach Potsdam, wo sein Vater eine Berufung an die Nikolaikirche als Königlicher Musikdirektor erhalten hatte. Nach erstem Violin- und Klavierunterricht durch den Vater setzte Kempff ab 1904 durch Vermittlung von Georg Schumann seine Ausbildung bei Karl Heinrich Barth (Klavier) und Robert Kahn (Komposition) fort. Von 1914 bis 1917 studierte Kempff an der Berliner Musikhochschule (damaliger Name: Königliche Akademische Hochschule für ausübende Tonkunst), wobei ihm wegen überragenden Könnens die Abschlussprüfung erlassen wurde. Sein Debüt in der Berliner Philharmonie gab er 1918 mit Beethovens 4. Klavierkonzert unter Arthur Nikisch und den Berliner Philharmonikern.
1924 übernahm Kempff (als Nachfolger von Max von Pauer) die Leitung der Württembergischen Musikhochschule in Stuttgart. Dort leitete er bis 1929 auch eine Meisterklasse für Klavier. 1926 heiratete er im Berliner Dom seine Klavierschülerin Helene Freiin Hiller von Gaertringen. Bei einer ersten Türkeireise im Jahre 1927 beriet er den Staatspräsidenten Atatürk, welche Musiker an die neugegründete Musikhochschule in Ankara berufen werden sollten.
1929 gab er sein Amt in Stuttgart auf und zog mit seiner Familie in die Orangerie im Park Sanssouci in Potsdam. 1931 war Kempff Mitbegründer der Sommerkurse im Potsdamer Marmorpalais gemeinsam mit Max von Schillings, Eugen d’Albert, Edwin Fischer, Eduard Erdmann, Elly Ney und Georg Kulenkampff. 1940 begann seine Zusammenarbeit mit Herbert von Karajan, als er in Aachen das Klavierkonzert d-moll KV 466 von Mozart spielte. 1943 nahm er im besetzten Paris mit Elly Ney, Alfred Cortot, Ginette Neveu sowie dem Dirigenten Hermann Abendroth an einem Beethoven-Festival teil. Im August 1944 wurde Kempff auf die Gottbegnadeten-Liste (Führerliste) gesetzt, was ihn vor einem Kriegseinsatz bewahren sollte. Trotzdem wurde er 1945 zum Volkssturm einberufen. Am 4. Februar 1945 verließ er mit seiner Familie Potsdam und ließ sich auf Schloss Thurnau in Oberfranken nieder.
Als Komponist schrieb Kempff neben Opern und Sinfonien auch Klaviermusik, Lieder und Kammermusik. Zwar komponierte er  in den Jahren der nationalsozialistischen Diktatur keine propagandistische Musik, er widmete allerdings 1934 seine im Italien des 18. Jahrhunderts spielende Oper Familie Gozzi dem italienischen Diktator Benito Mussolini. Viele seiner Kompositionen wurden von Wilhelm Furtwängler uraufgeführt. Kempffs bekanntestes Werk dürfte seine Klaviersonate g-moll op. 47 sein. Aufgrund der unterschiedlichen Beziehungen Kempffs zum Nationalsozialismus wurden seine Kompositionen in der Nachkriegszeit gemieden.
1955 siedelte Kempff mit seiner Familie nach Ammerland am Starnberger See über. 1957 gründete er die „Fondazione Orfeo“ (heute Wilhelm-Kempff-Kulturstiftung) im süditalienischen Positano und begründete die Beethoven-Interpretationskurse in der Casa Orfeo, die er eigens für die Kurse errichtete. Sie fanden unter seiner Leitung alljährlich bis 1982 statt.
Kempff war nach dem Krieg hauptsächlich als Pianist tätig. Auf Konzertreisen wurde er weltweit gefeiert. Besonderen Erfolg hatte er in Japan, wo er von 1936 bis 1979 insgesamt zehnmal auftrat. Als Kammermusiker arbeitete er unter anderen mit den Geigern Henryk Szeryng und Yehudi Menuhin (ab 1955) sowie mit den Cellisten Pablo Casals, Pierre Fournier, Ludwig Hoelscher und Mstislav Rostropowitsch zusammen.
Für die Deutsche Grammophon spielte Kempff zwischen 1920 und 1980 zahlreiche Aufnahmen ein, darunter die Gesamteinspielungen der Klaviersonaten von Beethoven und Schubert; auch als Interpret der Klavierwerke von Schumann und Brahms setzte er Maßstäbe.

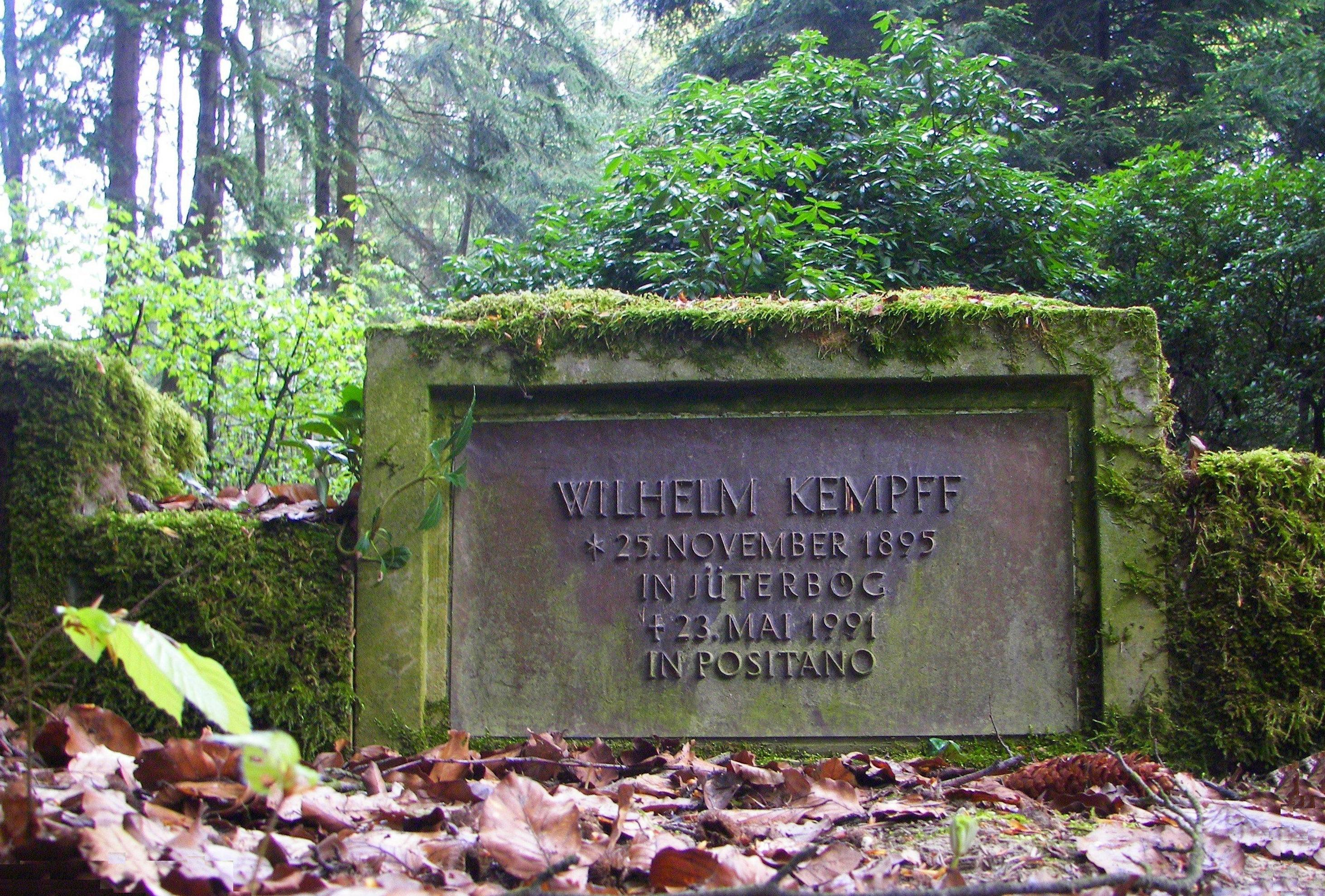
Grab bei Schloss Wernstein

Neben zahlreichen Hörfunkproduktionen gibt es eine Reihe von Fernsehaufnahmen, die Persönlichkeit und Wirken Wilhelm Kempffs dokumentieren, so das Filmporträt Wilhelm Kempff des Autors Wolf-Eberhard von Lewinski für den Saarländischen Rundfunk aus dem Jahre 1975.
1991 starb Wilhelm Kempff in Positano. Sein Grab befindet sich auf dem Waldfriedhof der Freiherrn von Künßberg bei Schloss Wernstein in Oberfranken. Er war der jüngere Bruder des Kirchenmusikers Georg Kempff.

## Auszeichnungen, Mitgliedschaften
- 1917: Mendelssohn-Preis (für Komposition und Klavierspiel)
- 1920: Medaille Litteris et Artibus, Verleihung durch Gustav V. (Schweden)
- 1932: Ordentliches Mitglied der Preußischen Akademie der Künste in Berlin
- 1933: Ritterkreuz des Griechischen Erlöserordens
- 1943: Kriegsverdienstkreuz (1939) II. Klasse ohne Schwerter
- 1954: Grand Prix du Disque (für die Aufnahme der Klavierkonzerte von Liszt)
- 1959: Goldenes Verdienstkreuz des Japanischen Roten Kreuzes
- 1961 (?): Gran Premio del Disco „Ritmo“ Madrid (für die Aufnahme der Klavierkonzerte von Beethoven)
- (nach 1965) Grand Prix du Disque (für die Einspielung sämtlicher Klaviersonaten von Schubert)
- 1970: Goldenes Grammophon der Deutschen Grammophon Gesellschaft (für 50-jährige Aufnahmetätigkeit)
- 1972: Goldene Schallplatte der Deutschen Grammophon Gesellschaft (für die Aufnahme der Klaviersonate Nr. 8 und der Klaviersonate Nr. 14 von Beethoven)
- 1975: Goldene Schallplatte (für 250.000 verkaufte LPs von Beethovens Es-Dur-Klavierkonzert; überreicht bei der Vorfeier zum 80. Geburtstag in München); Ehrenbürger von Positano; Ordre des Arts et des Lettres
- 1980: Ehrenmitglied der Royal Academy of Music London
- 1981: Deutscher Schallplattenpreis (Kategorie Historische Aufnahmen – Klassik)
- 1984: Bayerischer Maximiliansorden für Wissenschaft und Kunst

## Nachleben

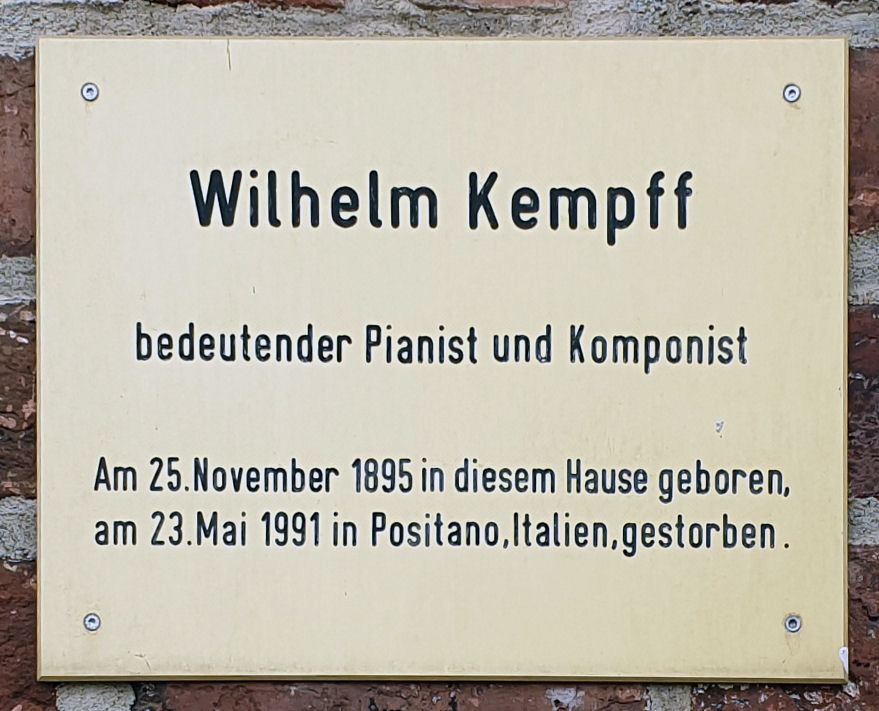
Gedenktafel am Geburtshaus am Mönchenkirchplatz in Jüterbog

Nach Kempffs Tod wurden gemäß seinem Wunsch die Beethoven-Meisterkurse der Wilhelm Kempff Akademie in Positano weitergeführt. Erfolgreiche einstige Teilnehmer der Kurse übernahmen die Leitung: von 1992 bis 1995 Gerhard Oppitz, bis 2011 John O’Conor, von 2013 bis 2016 Bernd Goetzke, seit 2017 Jan Gottlieb Jiracek von Arnim.
Kempffs Namen erhielten die Musik- und Kunstschule und ein Saal im Kulturquartier seiner Geburtsstadt Jüterbog sowie der Wilhelm-Kempff-Weg in Jüterbog, der Professor-Wilhelm-Kempff-Weg in Thurnau und der Wilhelm-Kempff-Weg in Warthausen. Eine kleine japanische Insel erhielt zu seinen Ehren den Namen Kempu-san.
Die Wiederentdeckung Kempffs als Komponisten wurde durch den Augsburger Konzertpianisten und Dozenten Rüdiger Steinfatt eingeleitet, der in den 2000er Jahren die ersten Neuaufnahmen von Kempffs Werken veröffentlichte.
2017 fand das Auftaktkonzert des Wilhelm-Kempff-Festivals auf Schloss Thurnau statt, das im Oktober 2018 offiziell von dem Konzertpianisten Gerhard Oppitz und dem Konzertpianisten und künstlerischen Leiter des Festivals, Ingo Dannhorn, eröffnet wurde.

## Werke

### Kompositionen

#### Bühnenwerke
- Mysterium von der Geburt des Herrn (op. 22; 1925). Szenisches Oratorium. Libretto: ?
- Die Flöte von Sanssouci (op. 35; 1928). Oper. Libretto: Herman Hefele. UA der Ouvertüre: 1929 Stuttgart (Dirigent: Wilhelm Kempff)
- König Midas (op. 33). Oper in einem Akt. Libretto: Wilhelm Kempff (nach Christoph Martin Wieland). UA 1931 Königsberg
- Familie Gozzi (op. 39). Oper in 3 Akten. Libretto: Wilhelm Kempff (nach Erich Noetker). UA 1934 Stettin, Benito Mussolini gewidmet[4]
- Deutsches Schicksal (op. 40). Dramatische Kantate. Libretto: nach Texten von Ernst Wiechert. UA 1937 Remscheid; 1938 verboten[5]
- Die Fasnacht von Rottweil (op. 41). Oper in 3 Akten. Libretto: Wilhelm Kempff. UA 1937 Hannover (Dirigent: Rudolf Krasselt)
- Der Spiegel des Hamlet (op. 66; 1947). Ballett. UA 1947 Hamburg
- Die Krönung der Toten. Oper (Fragment, 1947)

#### Vokalkompositionen

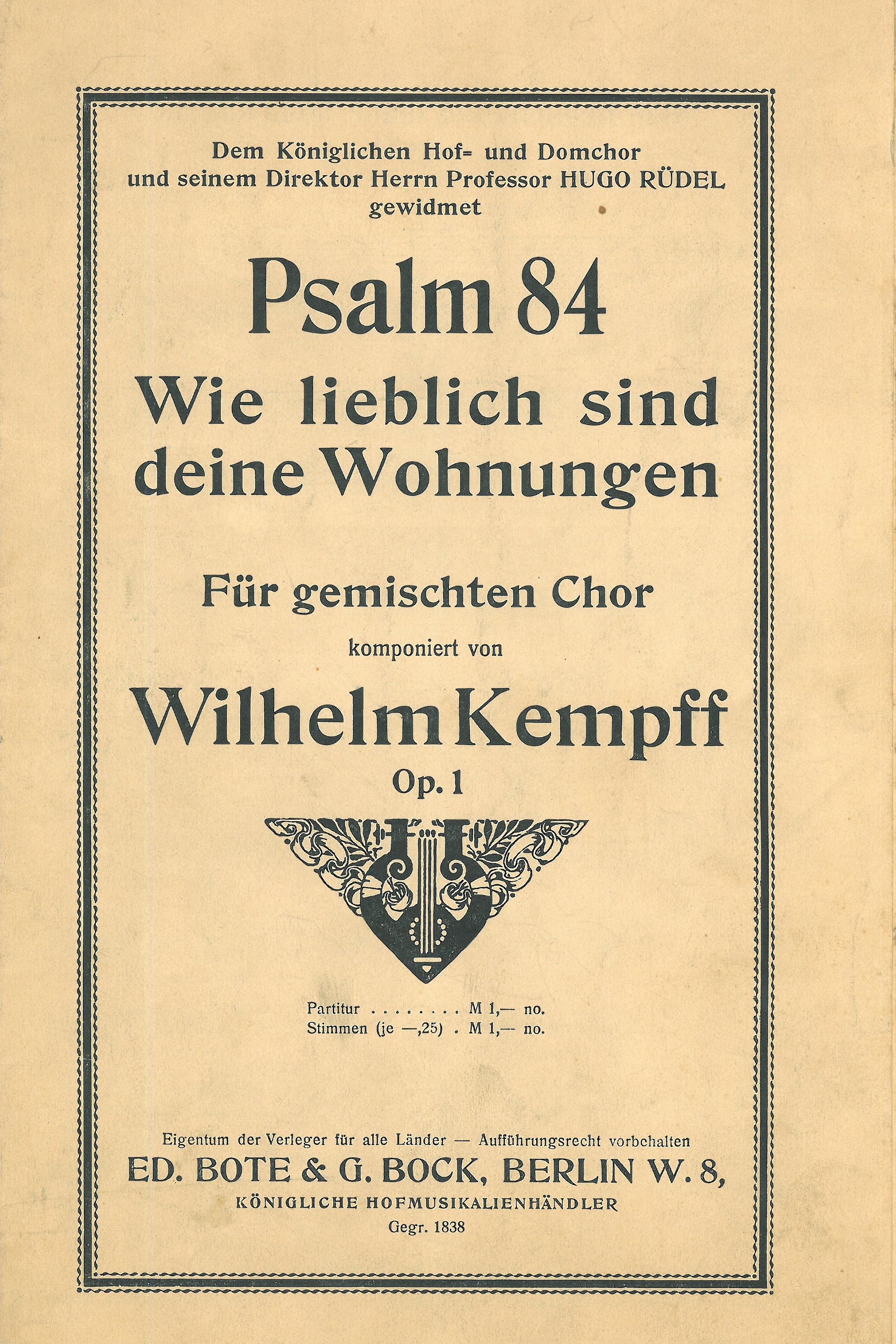
Titelblatt von Kempffs Opus 1

- Psalm 84 (op. 1; 1913/14). UA: Königlicher Hof- und Domchor Berlin
- Drei Lieder (op. 5; 1908). Texte: Robert Reinick 
 1. Heraus – 2. Sonntagsfrühe  – 3. Morgenlied
- Vier Gesänge (op. 7; 1917). Texte: Gottfried Keller, August Heinrich Hoffmann von Fallersleben, Heinrich Seidel, Joseph von Eichendorff 
 1. Abendlied (Keller) – 2. Maiglöckchen und die Blümelein (Hoffmann) – 3. Die Amsel (Seidel) – 4. Frühlingsgruß (Eichendorff)
- Drei Lieder (op. 8; 1923). Texte: Joseph von Eichendorff, Ki no Tsurayuki, Conrad Ferdinand Meyer 
 1. Nacht (Eichendorff) – 2. Blütenschnee (Tsurayuki; deutsch von Hans Bethge) – 3. Ja (Meyer)
- Vier Lieder (op. 16; 1923). Texte: Heinrich Heine, Bjørnstjerne Bjørnson, Richard Dehmel 
 1. Der Fichtenbaum (Heine) – 2. Nun habe Dank (Bjørnson; deutsch von: ?) – 3. Lied des Gefangenen (Heine) – 4. Erntelied (Dehmel)
- Te Deum (op. 26; 1925) für Chor, Blechbläser, Pauke und Orgel. UA: Staats- und Domchor Berlin
- Abendphantasie (op. 27; 1926) für Gesang, Viola und Orgel. Text: Joseph von Eichendorff
- Griechische Gesänge (op. 49a; 1946). Texte: Euripides, deutsch von Ulrich von Wilamowitz-Moellendorff. UA 1947 Hamburg (Musikhalle; Diana Eustrati [Gesang], Wilhelm Kempff [Klavier])
- Sieben Lieder (op. 50; 1946). Texte: Conrad Ferdinand Meyer 
 1. Laß scharren deiner Rosse Huf – 2. Der römische Brunnen – 3. Lethe – 4. Das Ende des Festes – 5. Ja – 6. Morgenlied – 7. Unruhige Nacht
- Fünf Lieder (op. 52; 1946). Texte: Conrad Ferdinand Meyer 
 1. Vanitas – 2. Liebesflämmchen – 3. Jetzt rede du – 4. Am Himmelstor – 5. Alle
- Sechs Lieder (op. 53; 1946). Texte: Conrad Ferdinand Meyer 
 1. Unter den Sternen – 2. Schwüle – 3. Eingelegte Ruder – 4. Neujahrsglocken – 5. Säerspruch – 6. Der Gesang des Meeres
- Sechs Lieder (op. 54; 1946). Texte: Conrad Ferdinand Meyer 
 1. Das Glöcklein – 2. Das Seelchen – 3. Das weiße Spitzchen – 4. Firnelicht – 5. Göttermahl – 6. Himmelsnähe
- Vier Lieder (op. 55; 1946). Texte: Conrad Ferdinand Meyer 
 1. In einer Sturmnacht – 2. Einer Toten – 3. Das tote Kind – 4. Hirtenfeuer
- Vier Lieder (op. 56a; 1946). Texte: Conrad Ferdinand Meyer 
 1. Liederseelen – 2. Nachtgeräusche – 3. Hochzeitslied – 4. Die Lautenstimmer
- Sieben Lieder (op. 56b; 1946). Texte: Conrad Ferdinand Meyer 
 1. Die Rose von Italia – 2. Weihnacht in Ajaccio – 3. Die Kapelle der unschuldigen Kindlein – 4. Die gegeißelte Psyche – 5. Die Jungfrau – 6. Auf dem Canal Grande – 7. Venedigs erster Tag
- Fünf Lieder (op. 57; 1947). Texte: Arnold Krieger 
 1. So vieles lebt nicht und ich lebe – 2. Spruch vom Regen – 3. Dem Mai entgegen – 4. Die Soldanelle – 5. Ein stammelnd Gebet
- Drei Sonette des Michelangelo (op. 59; 1947). Texte: Michelangelo 
 1. Die Liebe – 2. Die Nacht – 3. Die Schöne
- Vier Mignonlieder (op. 60; 1947). Texte: Johann Wolfgang von Goethe 
 1. So laßt mich scheinen – 2. Heiß mich nicht reden – 3. Nur wer die Sehnsucht kennt – 4. Kennst du das Land
- Sieben Lieder (op. 61; 1947). Texte: Johann Wolfgang von Goethe 
 1. Verloren – 2. An die Entfernte – 3. Erster Verlust – 4. Wandrers Nachtlied: Der du von dem Himmel bist – 5. Wandrers Nachtlied: Über allen Gipfeln ist Ruh’ – 6. Nachtgedanken – 7. Gefunden
- Sieben Lieder (op. 62; 1947). Texte: Johann Wolfgang von Goethe 
 1. Nähe des Geliebten – 2. Die Freude – 3. Am Flusse – 4. Suleika: Was bedeutet die Bewegung – 5. Schäfers Klagelied – 6. Nachtgesang – 7. Novemberlied
- Sieben Lieder (op. 63; 1947). Texte: Johann Wolfgang von Goethe 
 1. Mailied – 2. Gegenwart – 3. Die Spröde – 4. Die Bekehrte – 5. Frühzeitiger Frühling – 6. Die Zikade – 7. Philine

#### Orchesterwerke
- Symphonie Nr. 1 Es-Dur („Tannenberg-Sinfonie“: gewidmet dem Generalfeldmarschall Paul von Hindenburg) (1915) für großes Orchester und mehrere Klaviere
- Klavierkonzert b-moll (1915)
- Ouvertüre zu Kleists „Hermannsschlacht“. UA 1917 Berlin (Beethovensaal; Berliner Philharmoniker, Dirigent: Hermann Henze)
- Das verlorene Paradies (1921). Symphonische Dichtung
- Divertimento (1923?)
- Symphonie Nr. 2 d-moll (op. 19). UA 1924 Leipzig (Gewandhaus; Gewandhausorchester, Dirigent: Wilhelm Furtwängler)
- Ein Totentanz (op. 37; 1931). Konzert in Suitenform für Klavier, Streichorchester, Schlagzeug und gemischten Chor. Text: ?. UA 1932 Berlin (Ufa-Palast, Dirigent: Max von Schillings)
- Violinkonzert g-moll (op. 38). UA 1932 Darmstadt (Georg Kulenkampff [Violine]; Dirigent: Hans Schmidt-Isserstedt)
- Arkadische Suite (op. 42) für Orchester. UA 1939 Dresden
- Legende (op. 65; 1947) für Klavier und Orchester. UA 1947 Hannover (Dirigent: Franz Konwitschny)
- Epitaph (op. 72,1). Suite für Streichorchester. UA 1959 Mainz (Stadttheater; Dirigent: Wilhelm Kempff)
- Positano-Suite (op. 73,1; 1958) für Streichorchester

#### Klaviermusik
- Klaviersonate Fis-Dur (1912?)
- Meerespsalm (op. 9). Fantasie d-moll
- Zwei Klavierfantasien (op. 12; 1921)
- Lyrische Suite (op. 17,1)
- Rhapsodisches Praeludium (op. 44)
- Klaviersonate g-moll (op. 47; 1944–1947)
- Fränkisches Bilderbuch (op. 48). 6 Klavierstücke. UA 1947 Hamburg (Musikhalle)
- Italienische Suite (op. 68)
- Choral
- Argentinisches Ständchen
- Schwedische Hochzeitsmusik
- Russischer Ostermorgen
- Hausmusikbuch
- La Notte. Fantasie (nach der Oper Familie Gozzi)

#### Kammermusik
- Violinsonate A-Dur. UA 1911
- Klaviertrio g-moll (1911)
- Streichquartett d-moll (1914). UA 1917 Berlin
- Quartett G-Dur (op. 15; 1919/20) für Flöte, Violine, Violoncello und Klavier
- Musik im Frühling (op. 29)
- Streichquartett d-moll (op. 45,1; 1942)
- Streichquartett Es-Dur (op. 45,2)

### Diskographie
- 1920: Erste Schallplattenaufnahmen mit den Ecossaisen und der Bagatelle C-Dur op. 33 von Beethoven bei der Deutschen Grammophon Gesellschaft in Berlin
- 1950: Beginn der Einspielung sämtlicher Klaviersonaten von Beethoven für die Deutsche Grammophon Gesellschaft Hannover
- 1953: Aufnahme der Klavierkonzerte von Beethoven für die Deutsche Grammophon Gesellschaft in Berlin (Dirigent: Paul van Kempen)
- 1954: Aufnahme der Klavierkonzerte von Liszt für Decca in London (Dirigent: Anatoli Fistulari)
- 1961: Aufnahme der Klavierkonzerte von Beethoven für die Deutsche Grammophon Gesellschaft in Berlin (Berliner Philharmoniker, Dirigent: Ferdinand Leitner)
- 1964: Aufnahme eigener Lieder für die Deutsche Grammophon Gesellschaft in Berlin (mit Dietrich Fischer-Dieskau)
- 1965: Beginn der Einspielung sämtlicher Klaviersonaten von Schubert für die Deutsche Grammophon Gesellschaft in Hannover
- 1980: Letzte Schallplattenaufnahme mit Präludien und Fugen aus Bachs Wohltemperiertem Klavier I und II

### Schriften von Kempff
- Mein erstes Frontkonzert. In: Die Musik 32. Jg. 1939-40, 1. Halbjahr, Heft 1, S. 10–11
- Unter dem Zimbelstern: das Werden eines Musikers. Stuttgart: Engelhornverl., 1951
  - Neuausgabe als Taschenbuch mit dem Untertitel Jugenderinnerungen eines Pianisten. München: Piper, 1985, ISBN 3-492-00746-5
  - Französische Ausgabe: Cette note grave: les années d'apprentissage d'un musicien. Paris: Plon, 1955.
- Was ich hörte, was ich sah: Reisebilder eines Pianisten. München: Piper, 1981
  - Neuausgabe als Taschenbuch: München: Piper, 1985, ISBN 3-492-00691-4.